# Liste des comtes de Boulogne
 (avril 2009).
Si vous disposez d'ouvrages ou d'articles de référence ou si vous connaissez des sites web de qualité traitant du thème abordé ici, merci de compléter l'article en donnant les références utiles à sa vérifiabilité et en les liant à la section « Notes et références ».

## Les premiers comtes
Il semble que la liste des premiers titulaires du comté de Boulogne soit malaisée à établir. Cela s'explique probablement par les raids vikings, Boulogne se situant au bord de la mer, à l'entrée de la Manche et cette ville a dû être fréquemment pillée et incendiée. En outre, comme cela était assez fréquent au Moyen Âge, les sources anciennes se mêlent souvent à un récit légendaire, qui cherche à glorifier une lignée ou à lui affirmer une noblesse qu'elle n'avait peut-être originellement pas. Une généalogie fabuleuse des comtes de Boulogne a été publiée par Frédéric de Reiffenberg, historien féru de datation historique, mais aussi très intéressé par le Moyen Âge et la Protohistoire. Selon cette généalogie telle que présentée par De Reiffenberg, le légendaire « Artus, roi de Bretagne, donna et concéda quittes et pour bres à un noble homme appelé Liger, dans le comté de Boulogne, Amiens, Térouane et Tournay. Ce Liger fut le premier comte de Boulogne, nommée alors Hautemure ».
D'autres sources évoquent un Aton comte de Boulogne, personnage important de la cour de Charlemagne. Il aurait possédé en 798 le gouvernement du Boulonnais, sans les attributions maritimes partagées entre Nithard, comte de Ponthieu en 814, après son père Angilbert, et Lydéric. il serait resté comte de Boulogne jusqu'en 836, époque où son fils Othès lui succéda. A ce moment, l'étendue du comté aurait été réduite, différentes parties étant retranchées en faveur d'Odoacre, forestier de Flandre, précurseur du comté de Flandre.
- v. 853-859 : Engischalk
- 886-896 : Erchenger ou Erkenger ou Hernekin[3], aurait détenu le comté de Boulogne avec Thérouanne et le comté de Saint-Pol. Il fait transporter le corps de Bertulphe de Renty de Renty à Boulogne[4]. Il aurait été le frère du comte de Flandre Baudouin-Bras-de-Fer ou Baudouin Ier de Flandre et gendre du comte Helgaud (Helgaud de Montreuil?)[3].
- 896-918 : Baudouin II de Flandre dit Baudouin le Chauve (mort en 918), comte de Flandre, s'empare de la ville de Boulogne en 896 et en devient comte sous le nom de Baudouin Ier de Boulogne.
- 918-933 : Adalolphe (mort en 933), second fils de Baudouin
- 933-964 : Arnoul Ier (888(964), fils ainé de Baudouin. À la mort d'Adalolphe, il s'empare de Boulogne au détriment de ses neveux. L'un de ceux-ci réussit à récupérer le comté paternel peu avant la mort d'Arnoul Ier.
- 964-971 : Arnoul II (mort en 971), fils d'Adalolphe.
- 971-990 : Arnoul III (mort en 990), fils du précédent.
- 990-1033 : Baudouin II mort en 1033), fils du précédent. Tué par Enguerrand Ier de Ponthieu
marié à Adélaïde de Frise (morte en 1045), fille d'Arnoul de Hollande, comte de Frise Occidentale et de Luitgarde de Luxembourg.

## Maison de Boulogne
A partir du comte Eustache Ier, les sources historiques sont plus sûres.
- 1033-1047 : Eustache Ier (v. 995-1047), fils du précédent.
marié à Mahaut de Louvain, fille de Lambert Ier, comte de Louvain, et de Gerberge de Lotharingie
- 1047-1088 : Eustache II (v. 1020-1088), fils du précédent.
marié :
  1. en 1038 à Godjifu (morte en 1049), fille de Æthelred II, roi d’Angleterre, et d'Emma de Normandie (pas d'enfants)
  2. en 1050 à Ide de Verdun (morte en 1113), fille de Godefroi II, duc de Basse-Lotharingie et de Doda (trois fils : Eustache III, Godefroy de Bouillon et Baudouin Ier de Jérusalem)
- 1088-1125 : Eustache III (v. 1056-apr. 1125), fils du précédent
marié vers 1101 à Marie d'Écosse, fille de Malcolm III, roi d'Écosse, et de Marguerite d'Angleterre
- 1125- 1146 : Mathilde Ire (av. 1103-1152), fille du précédent
mariée en 1125 à Étienne de Blois (v. 1096-1154), comte de Mortain, puis roi d'Angleterre de 1135 à 1154.

## Maison de Blois
- 1146-1153 : Eustache IV (1129-1153), fils des précédents
marié en 1140 à Constance de France (morte en 1176)
- 1153-1159 : Guillaume Ier (1135-1159), frère du précédent
marié en 1153 à Isabelle de Warenne (morte en 1203)
- 1159-1170 : Marie Ire (morte en 1180), sœur du précédent
mariée en 1160 à Mathieu de Lorraine (v. 1140-1173), divorcée en 1170.

## Maison de Lorraine ou d'Alsace
- 1160-1173 : Mathieu de Lorraine (v. 1140-1173), fils de Thierry de Lorraine comte de Flandre, et de Sibylle d'Anjou
marié à Marie de Blois, co-comte durant leur mariage, il continue à gouverner seul après leur divorce.
- 1173-1216 : Ide ou Ida de Lorraine (morte en 1216), fille des précédents
mariée :
  1. en 1181 à Gérard de Gueldre (mort en 1181)
  2. en 1183 à Bertold IV (mort en 1186), duc de Zähringen
  3. en 1190 à Renaud (v. 1165-1227), comte de Dammartin

## Maison de Dammartin
- 1190-1216 : Renaud de Dammartin (v. 1175-1227), comte de Dammartin et d'Aumale, fils d'Albéric II de Dammartin (v. 1155-1200), comte de Dammartin et seigneur de Lillebonne, et de Mathilde de Clermont (v. 1147-apr. 1200)
marié à Ide de Lorraine (morte en 1216)
- 1216-1259 : Mathilde Ire de Dammartin (morte en janvier 1259), comtesse de Boulogne, d'Aumale et de Dammartin, fille des précédents 
mariée à :
  - 1216-1234 : Philippe Ier Hurepel de France (1200-1234), comte de Clermont-en-Beauvaisis, fils du roi de France Philippe Auguste et d'Agnès de Méranie
premier époux de Mathilde de Dammartin
  - 1235-1253 : Alphonse de Portugal (1210-1279), roi de Portugal, fils du roi de Portugal Alphonse II et d'Urraca de Castille
second époux de Mathilde de Dammartin, divorcés en 1253

## Maison de Hainaut-Louvain
Mathilde de Dammartin, à sa mort, n'a plus qu'un fils survivant qui avait renoncé à ses fiefs français pour s'installer en Angleterre. Le comté de Boulogne est alors revendiqué par plusieurs prétendants :
- Adélaïde de Brabant, fille d'Henri Ier de Brabant et de Mahaut de Boulogne, la seconde fille de Mathieu d'Alsace et de Marie de Blois
- Henri III de Brabant, neveu de la précédente, fils d'Henri II de Brabant, lui-même fils d'Henri Ier de Brabant et de Mahaut de Boulogne
- Jeanne de Dammartin, comtesse d'Aumale, nièce de Renaud de Dammartin
- Saint-Louis, roi de France, neveu de Philippe Hurepel.

Finalement, le Parlement de Paris trancha en faveur d'Adélaïde de Brabant.
- 1259-1265 : Adélaïde de Brabant (v. 1190-1265), fille d'Henri Ier, duc de Brabant et de Mathilde de Lorraine, elle-même sœur de la comtesse Ide et fille de Mathieu de Lorraine et Marie de Blois
mariée à :
  1. en 1206 à Arnoul III de Looz
  2. en 1225 à Guillaume X de Clermont (1195-1247), comte d'Auvergne
  3. en 1251 à Arnould II de Wesemaele

## Maison d'Auvergne
- 1265-1277 : Robert Ier (v. 1225-1277), fils de Guillaume X, comte d'Auvergne, et de la précédente
marié à Éléonore de Baffie
- 1277-1280 : Guillaume II (mort en 1280), fils aîné du précédent
- 1280-1314 : Robert II (1250-1314), frère du précédent
marié à Béatrice, dame de Montgascon
- 1314-1325 : Robert III (v. 1282-1325), fils du précédent
marié en premières noces à Blanche de Bourbon, ou de Clermont (morte en 1304)
marié en secondes noces à Marie de Dampierre
- 1325-1332 : Guillaume III (v. 1300-1332), fils du précédent et de Blanche de Bourbon
marié à Marguerite d'Évreux (1307-1350)
- 1332-1360 : Jeanne Ire d'Auvergne (1326-1360), fille du précédent
mariée en premières noces en 1338 avec Philippe de Bourgogne (1323-1346)
mariée en secondes noces en 1350 avec Jean II le Bon (1319-1364), roi de France
  - 1338-1346 : Philippe II de Bourgogne dit Philippe Monsieur (1323-1346), fils d'Eudes IV, duc de Bourgogne et de Jeanne de France
premier époux de la précédente
  - 1350-1360 : Jean Ier le Bon (1319-1364), roi de France
second époux de la précédente

## Maison de Bourgogne
- 1360-1361 : Philippe III de Bourgogne dit Philippe de Rouvres (1346-1361), fils de Philippe Monsieur et de Jeanne Ire d'Auvergne
marié en 1357 à Marguerite III de Dampierre (1350-1405), comtesse de Flandre

## Maison d'Auvergne
- 1361-1386 : Jean II d'Auvergne (mort en 1386), grand-oncle de Philippe de Rouvres, fils du comte Robert III et de Marie de Dampierre
marié en 1328 à Jeanne de Bourbon
- 1386-1404 : Jean III d'Auvergne (mort en 1404), fils du précédent
marié en 1373 à Aliénor de Comminges
- 1404-1424 : Jeanne II d'Auvergne (1378-1424), fille du précédent
marié en premières noces en 1389 à Jean de France (1340-1416), duc de Berry
marié en secondes noces en 1416 à Georges de la Trémoille (1382-1446), comte de Guînes
  - 1404-1416 : Jean IV de Berry (1340-1416), duc de Berry et comte d'Auvergne, fils de Jean II le Bon, roi de France, et de Bonne de Luxembourg
premier époux de la précédente
  - 1416-1424 : Georges de la Trémoille (1382-1446), comte de Guînes
second époux de la précédente
remarié en 1425 à Catherine de l'Isle-Bouchard, d'où Louise, mariée à Bertrand II de la Tour d'Auvergne
- 1424-1437 : Marie II d'Auvergne (1376-1437), cousine de la précédente, fille de Godefroy d'Auvergne (mort en 1385), seigneur de Montgascon (lui-même fils du comte Robert III et de Marie de Dampierre), et de Marie de Ventadour (morte en 1376)
mariée en 1389 à Bertrand IV de La Tour (mort en 1423)

## Maison de La Tour d'Auvergne
- 1437-1461 : Bertrand Ier de la Tour d'Auvergne (mort en 1461), fils de Bertrand IV de la Tour et de Marie Ire d'Auvergne
marié en 1416 à Jacquette du Peschin (morte en 1473)
- 1461-1477 : Bertrand II de la Tour d'Auvergne (1417-1497), fils du précédent
marié en 1444 à Louise de la Trémoïlle (morte en 1474), fille de Georges de la Trémoïlle, précédent comte, et de sa seconde épouse Catherine de l'Isle-Bouchard

En 1477, Bertrand II de la Tour accepte d'échanger Boulogne avec le Lauragais avec le roi Louis XI, Boulogne entre dans le domaine royal,,,.